# 1648 Shajna
1648 Shajna è un asteroide della fascia principale. Scoperto nel 1935, presenta un'orbita caratterizzata da un semiasse maggiore pari a 2,2355269 UA e da un'eccentricità di 0,2070775, inclinata di 4,56657° rispetto all'eclittica.
L'asteroide è dedicato alla coppia di astronomi sovietici Pelageja Fëdorovna Šajn e Grigorij Abramovič Šajn.